# Arius madagascariensis
Arius madagascariensis is een  straalvinnige vissensoort uit de familie van christusvissen (Ariidae). De wetenschappelijke naam van de soort is voor het eerst geldig gepubliceerd in 1894 door Vaillant.
De soort staat op de Rode Lijst van de IUCN als niet bedreigd, beoordelingsjaar 2004.